# Diskografija albumov Kylie Minogue
Diskografija albumov Kylie Minogue, avstralske pevke, vključuje enajst studijskih albumov, devet kompilacij, štiri albume v živo in enajst albumov z remixi. Njena glasbena kariera se je pričela malo zatem, ko je zaslovela z avstralsko telenovelo Sosedje. Kmalu potem, ko je podpisala pogodbo z britansko založbo PWL Records, je izdala svoj debitantski glasbeni album Kylie, pri katerem je sodelovala s skupino tekstopiscev, imenovano Stock, Aitken & Waterman. Album je prodal šest milijonov izvodov in bil moderatno izredno uspešen. Preko njenega albuma Enjoy Yourself (1989) sta izšla dva uspešna singla, in sicer britanska uspešnica »Hand on Your Heart« ter tematska pesem njenega debitantskega filma The Delinquents, »Tears On My Pillow«. Njen tretji glasbeni album, Rhythm of Love, je izšel leta 1990 in velja za enega izmed najpomembnejših albumov v njeni karieri. Preko njega je prvič izdala bolj klubske pesmi, za katere pa je posnela izredno seksualne in provokativne videospote. Leta 1991 je izdala svoj četrti glasbeni album, Let's Get to It, temu pa je sledila kompilacija Greatest Hits. Ko je izpolnila pogodbo, ki jo je podpisala z založbo PWL Records, je Kylie Minogue leta 1993 podpisala pogodbo z založbo Deconstruction Records. Naslednje leto je izdala svoj naslednji glasbeni album, Kylie Minogue, s katerim se je uveljavila predvsem kot pevka; album se je občutno razlikoval od njenih prejšnjih del. Do danes njen najbolj oseben album ostaja album Impossible Princess, izdan leta 1997. Najbolj prepoznaven je po tem, da vsebuje pesmi, katerih besedila je napisala Kylie Minogue sama in ki jih je uglasbila skupina Manic Street Preachers.
Po neuspešno prodajanih albumih je Kylie Minogue podpisala pogodbo z založbo Parlophone Records in leta 2000 izdala album Light Years, s katerim se je vrnila k svojemu prej razvitemu dance-pop slogu in s katerim je ponovno oživela svojo kariero. Leta 2001 je izdala svoj naslednji album, Fever, ki je postal svetovna uspešnica in s katerim je zaslovela po vsem svetu. Album je postal najbolje prodajan album v njeni karieri. Sledil mu je album Body Language (2003), njena druga uradna kompilacija z največjimi uspešnicami, Ultimate Kylie, pa je izšla naslednjega leta. Marca 2005 je Kylie Minogue zbolela za rakom na prsih, zato je začasno prenehala z nastopanjem in se posvetila zdravljenju. Leta 2007 je z albumom X ponovno pričela z izdajanjem novih del. Njen enajsti glasbeni album, Aphrodite, je izšel 5. julija 2011.

## Studijski albumi
| Naslov                                                                                               | Detajli o albumu                                                               | Dosežki    | Dosežki  | Dosežki  | Dosežki | Dosežki | Dosežki    | Dosežki        | Dosežki | Dosežki | Dosežki             | Prodaja                                                | Certifikacije |
| Naslov                                                                                               | Detajli o albumu                                                               | Avstralija | Avstrija | Francija | Nemčija | Irska   | Nizozemska | Nova Zelandija | Švedska | Švica   | Združeno kraljestvo | Prodaja                                                | Certifikacije |
| --- | ------------------------------------------------------------------------------ | ---------- | -------- | -------- | ------- | ------- | ---------- | -------------- | ------- | ------- | ------------------- | ------------------------------------------------------ | --- |
| Kylie                                                                                                | - Izid: 4. julij 1988 - Založba: PWL - Formati: LP, CD, kaseta                 | 2          | 15       | 19       | 8       | —       | 42         | 1              | 22      | 7       | 1                   | - Združeno kraljestvo: 2.105.698 - Po svetu: 7.500.000 | - Francija: Platinasta - Nemčija: Zlata - Švica: Platinasta - Združeno kraljestvo: 6× platinasta |
| Enjoy Yourself                                                                                       | - Izid: 9. oktober 1989 - Založba: PWL - Formati: LP, CD, kaseta               | 9          | —        | 24       | 33      | —       | 50         | 6              | 33      | 13      | 1                   |                                                        | - Francija: Zlata - Švica: Zlata - Velika Britanija: 4× platinasta |
| Rhythm of Love                                                                                       | - Izid: 12. november 1990 - Založba: PWL - Formati: LP, CD, kaseta             | 10         | —        | 25       | —       | —       | 76         | 36             | 44      | —       | 9                   |                                                        | - Velika Britanija: Zlata |
| Let's Get to It                                                                                      | - Izid: 14. oktober 1991 - Založba: PWL - Formati: LP, CD, kaseta              | 13         | —        | —        | —       | —       | —          | —              | —       | —       | 15                  |                                                        | |
| Kylie Minogue                                                                                        | - Izid: 19. september 1994 - Založba: Deconstruction - Formati: LP, CD, kaseta | 3          | —        | —        | 78      | —       | —          | —              | 39      | 33      | 4                   |                                                        | - Velika Britanija: Zlata |
| Impossible Princess                                                                                  | - Izid: 27. oktober 1997 - Založba: Deconstruction - Formati: CD, kaseta       | 4          | —        | —        | —       | —       | —          | —              | —       | —       | 10                  |                                                        | - Avstralija: Platinasta - Velika Britanija: Srebrna |
| Light Years                                                                                          | - Izid: 25. september 2000 - Založba: Parlophone - Formati: CD, kaseta         | 1          | —        | 50       | 35      | 13      | 71         | 8              | 25      | 28      | 2                   |                                                        | - Avstralija: 4× platinasta - Velika Britanija: Platinasta |
| Fever                                                                                                | - Izid: 1. oktober 2001 - Založba: Parlophone - Formati: CD, kaseta            | 1          | 1        | 18       | 1       | 1       | 7          | 3              | 10      | 3       | 1                   | - Velika Britanija: 1.682.387 - Po svetu: 6.000.000    | - Avstralija: 7× platinasta - Avstrija: Platinasta - Francija: Platinasta - Nemčija: Platinasta - Nizozemska: Zlata - Nova Zelandija: 2× platinasta - Švedska: Platinasta - Švica: 2× platinasta - Velika Britanija: 5× platinasta |
| Body Language                                                                                        | - Izid: 17. november 2003 - Založba: Parlophone - Formati: CD, digitalno       | 2          | 23       | 31       | 11      | 19      | 19         | 23             | 20      | 8       | 6                   |                                                        | - Avstralija: 2× platinasta - Avstrija: Zlata - Švica: Zlata - Velika Britanija: Platinasta |
| X | - Izid: 21. november 2007 - Založba: Parlophone - Formati: CD, digitalno       | 1          | 16       | 19       | 15      | 14      | 29         | 38             | 28      | 9       | 4                   | - Velika Britanija: 462.000                            | - Avstralija: Platinasta - Francija: Zlata - Velika Britanija: Platinasta |
| Aphrodite                                                                                            | - Izid: 2. julij 2010 - Založba: Parlophone - Formati: CD, digitalno           | 2          | 3        | 3        | 3       | 5       | 4          | 11             | 9       | 2       | 1                   |                                                        | - Avstralija: Platinasta - Velika Britanija: Platinasta |
| »—« pomeni, da se album na lestvico ni uvrstil, ni izšel na tistem območju ali da uvrstitev ni znana |                                                                                |            |          |          |         |         |            |                |         |         |                     |                                                        | |

## Kompilacije
| Naslov                                                                                               | Detajli albuma                                                              | Dosežki    | Dosežki  | Dosežki  | Dosežki | Dosežki | Dosežki    | Dosežki        | Dosežki | Dosežki | Dosežki             | Certifikacije                                                                   |
| Naslov                                                                                               | Detajli albuma                                                              | Avstralija | Avstrija | Francija | Nemčija | Irska   | Nizozemska | Nova Zelandija | Švedska | Švica   | Združeno kraljestvo | Certifikacije                                                                   |
| --- | --------------------------------------------------------------------------- | ---------- | -------- | -------- | ------- | ------- | ---------- | -------------- | ------- | ------- | ------------------- | ------------------------------------------------------------------------------- |
| Greatest Hits                                                                                        | - Izid: 24. avgust 1992 - Založba: PWL - Formati: LP, CD, kaseta            | 3          | —        | 8        | 81      | —       | —          | 49             | —       | —       | 1                   |                                                                                 |
| Hits+                                                                                                | - Izid: 16. oktober 2000 - Založba: BMG - Formati: CD, kaseta               | —          | —        | —        | —       | —       | —          | —              | —       | —       | 41                  |                                                                                 |
| Greatest Hits 87–92                                                                                  | - Izid: 18. november 2002 - Založba: PWL - Formati: CD, kaseta              | —          | —        | —        | —       | 37      | —          | —              | —       | —       | 20                  | - Velika Britanija: Platinasta                                                  |
| Greatest Hits 87–97                                                                                  | - Izid: 24. november 2003 - Založba: BMG - Formati: CD, kaseta              | —          | —        | 1        | —       | —       | —          | —              | —       | —       | —                   |                                                                                 |
| Greatest Hits 1987–1999                                                                              | - Izid: 24. november 2003 - Založba: Festival Records - Formati: CD, kaseta | 54         | —        | —        | —       | —       | —          | —              | —       | —       | —                   |                                                                                 |
| Ultimate Kylie                                                                                       | - Izid: 22. november 2004 - Založba: Parlophone - Formati: CD, kaseta       | 5          | 15       | 24       | 10      | 8       | 37         | 33             | 23      | 19      | 4                   | - Avstralija: 4× platinasta - Avstrija: Zlata - Velika Britanija: 2× platinasta |
| »—« pomeni, da se album na lestvico ni uvrstil, ni izšel na tistem območju ali da uvrstitev ni znana |                                                                             |            |          |          |         |         |            |                |         |         |                     |                                                                                 |

### Ostale kompilacije
| Naslov                                | Detajli albuma                                                          | Opombe |
| ------------------------------------- | ----------------------------------------------------------------------- | --- |
| Confide in Me                         | - Izid: 25. maj 2002 - Založba: BMG - Formati: CD                       | - Vsebuje pesmi z albumov Kylie Minogue (1994) in Impossible Princess (1997).                                                   |
| Artist Collection                     | - Izid: 20. september 2004 - Založba: BMG - Formati: CD, kaseta         | - Vsebuje pesmi z albumov Kylie Minogue (1994) in Impossible Princess (1997).                                                   |
| Confide in Me: The Irresistible Kylie | - Izid: 16. julij 2007 - Založba: Music Club - Formati: CD              | - Vsebuje pesmi z albumov Kylie Minogue (1994) in Impossible Princess (1997).                                                   |
| Hits                                  | - Izid: 16. marec 2011 - Založba: EMI Music Japan - Formati: CD, CD/DVD | - Vsebuje pesmi z albumov Light Years (2000) Fever (2001) Body language (2003) X (2007) in Aphrodite (2010) ter njihove remixe. |

## Albumi v živo
| Intimate and Live                                                                                    | - Izid: 30. november 1998 - Založba: Mushroom - Formati: CD, kaseta   | 28 | —  | —   | —  | —  | — |                             |
| Showgirl                                                                                             | - Izid: 12. december 2005 - Založba: Parlophone - Formati: digitalno  | —  | —  | —   | —  | —  | — |                             |
| Showgirl Homecoming Live                                                                             | - Izid: 8. januar 2007 - Založba: Parlophone - Formati: CD, digitalno | 28 | 55 | 113 | 59 | 54 | 7 | - Velika Britanija: Srebrna |
| Kylie: Live in New York                                                                              | - Izid: 14. december 2009 - Založba: Parlophone - Formati: digitalno  | —  | —  | 18  | —  | —  | — |                             |
| »—« pomeni, da se album na lestvico ni uvrstil, ni izšel na tistem območju ali da uvrstitev ni znana |                                                                       |    |    |     |    |    |   |                             |

## Albumi z remixi
| Mixes                                                                                                | - Izid: 3. avgust 1998 - Založba: Deconstruction - Formati: CD, kaseta   | —  | —   | 63 |
| Impossible Remixes                                                                                   | - Izid: 10. avgust 1998 - Založba: Mushroom - Formati: CD                | 37 | —   | —  |
| Greatest Remix Hits 3                                                                                | - Izid: 15. september 1998 - Založba: Mushroom - Formati: CD, kaseta     | 67 | —   | —  |
| Greatest Remix Hits 4                                                                                | - Izid: 15. september 1998 - Založba: Mushroom - Formati: CD, kaseta     | 66 | —   | —  |
| Boombox                                                                                              | - Izid: 17. december 2008 - Založba: Parlophone - Formati: CD, digitalno | 72 | 180 | 28 |
| »—« pomeni, da se album na lestvico ni uvrstil, ni izšel na tistem območju ali da uvrstitev ni znana |                                                                          |    |     |    |

### Ostali albumi z remixi
| Naslov                        | Detajli albuma                                                      |
| ----------------------------- | ------------------------------------------------------------------- |
| The Kylie Collection          | - Izid: 19. december 1988 - Založba: Mushroom - Formati: CD, kaseta |
| Kylie's Remixes Volume 1      | - Izid: 16. marec 1989 - Založba: PWL - Formati: CD, kaseta         |
| Kylie's Remixes Volume 2      | - Izid: 1. julij 1992 - Založba: PWL - Formati: CD, kaseta          |
| Kylie's Non-Stop History 50+1 | - Izid: 1. julij 1993 - Založba: PWL - Formati: CD, kaseta          |
| Greatest Remix Hits 1         | - Izid: 12. november 1993 - Založba: Mushroom - Formati: CD, kaseta |
| Greatest Remix Hits 2         | - Izid: 12. november 1993 - Založba: Mushroom - Formati: CD, kaseta |
| Essential Mixes               | - Izid: 20. september 2010 - Založba: BMG - Formati: CD, digitalno  |

## Seti škatel
| Naslov                                             | Detajli albuma                                                        | Dosežki             |
| Naslov                                             | Detajli albuma                                                        | Združeno kraljestvo |
| -------------------------------------------------- | --------------------------------------------------------------------- | ------------------- |
| Kylie / Enjoy Yourself / Rhythm of Love (alias x3) | - Izid: 1. oktober 1999 - Založba: Mushroom - Formati: CD, digitalno  | —                   |
| Kylie Minogue / Impossible Princess                | - Izid: 28. september 2007 - Založba: Sony - Formati: CD, digitalno   | —                   |
| X / Fever                                          | - Izid: 13. september 2010 - Založba: EMI - Formati: CD, digitalno    | —                   |
| Kylie: The Albums 2000-2010                        | - Izid: 18. julij 2011 - Založba: Parlophone - Formati: CD, digitalno | 37                  |

## EP-ji
| Naslov              | Detajli albuma                                                      | Dosežki             |
| Naslov              | Detajli albuma                                                      | Združeno kraljestvo |
| ------------------- | ------------------------------------------------------------------- | ------------------- |
| A Kylie Christmas   | - Izid: 1. december 2010 - Založba: Parlophone - Formati: digitalno | 188                 |
| North American Tour | - Izid: 3. maj 2011 - Založba: Astralwerks - Formati: digitalno     | —                   |